# 2024 sur Internet
Cet article présente les faits marquants de l'année 2024 sur Internet.

## Évènements
- 15 février : lancement de l'outil d'intelligence artificielle générative Sora
- Juillet 2024:des faits divers parlant de la mort Angelo la Débrouille circulent sur TikTok.Ces faits divers ont dementie Canal+ et Okoo qui diffuse la serie depuis 2010.